# Трощановський Аркадій Федорович

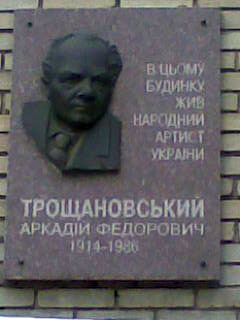
Меморіальна табличка у Запоріжжі

Трощановський Аркадій Федорович — український актор, режисер. Народний артист Української РСР (1973).
Народився в селі Семянівка Дубовязівського повіту Чернігівської губернії /нині — Конотопський район Сумської області/ Помер 08 травня 1986 р. в Запоріжжі.
Закінчив театральну студію при Державному українському театрі РРФСР у Москві (1934). З 1934 по 1939 — був актором Державного Українського театру у Москві.
З 1939—1941 рр. був актором Рівненського музично-драматичного театру.
Аркадій Федорович народився в селі Семянівка Дубовязівського повіту Чернігівської губернії /нині — Конотопський район Сумської області/ в багатодітній родині сільського священика.
Мистецька юність Аркадія Трощановського почалась у Москві. Здібний юнак у 1932 році вступив до студії при Московському українському театрі РРФСР. На виставах МХАТу, Малого театру, театру імені Вахтангова, імені Мейєрхольда, Камерного виховувався художній смак майбутнього артиста, гартувалася його глибока віра в невичерпні можливості пошуків у мистецтві. Чи не звідси в акторській природі Аркадія Федоровича так тісно були сплетені психологічна гнучкість і виразна
театральна форма? Чи не тому так вільно і вдало знаходив він фарби для ролей
контрастних, характерів взаємовиключаючих, яких за його творче життя він
створив більше сотні?
І справді, які ж вони несхожі — Панасик з «Циганки Ази», ніби підстрелений добрий птах, і
герой Вітчизняної війни, мужній розвідник Гайовий з драми «Над Голубим Дунаєм», витончений спокусник Проценко з «Повії» і неспокійний мрійник Лукаш у «Лісовій
пісні»…
Але все це
буде згодом, а поки у 1934-му талановитий юнак стає провідним актором
Державного Українського театру у Москві, де завдяки своєму акторському таланту
і чудовому ліричному тенору, схожому на срібний голос Сергія Лемєшева, співає
Петра у «Наталці-Полтавці», Андрія в «Запорожці за Дунаєм» та багато інших.
Успішне сходження нової московської акторської зірки раптово обривається у 1939
році: його батька, як священнослужителя репресовано, а він сам, як син ворога
народу, повинен тікати від арешту з молодою дружиною та маленьким сином до
театру у м. Рівне на Західній Україні, яку нещодавно було приєднано до складу
СРСР.  Там він зустріне початок війни, тікатиме з родиною до Києва, де разом з дружиною, актрисою і співачкою
Антоніною Олександровою-Трощановською увійде до складу 1-го Українського
театру, який формуватиме видатний театральний режисер Володимир Магар, і з
яким, вже перейменованим у 1942 році у Державний український театр імені
М.Щорса, буде пов'язане все його подальше життя. Театр буде евакуйовано до
Середньої Азії, але свою частку у
Великій перемозі над ворогом Трощановський знайде у фронтових бригадах, які
виступали перед воїнами на передовій на 4-му Українському фронті, часто навіть
під кулями, за що йому було присвоєно дуже рідке і дуже почесне звання «Гвардії
артист».
Усе
післявоєнне життя актора пов'язано із
Запорізьким театром імені Щорса /нині — Запорізький академічний театр імені
Володимира Магара/. У героїчному репертуарі артист приносить на сцену точну
розробку характерів: Олег Кошовий у «Молодій гвардії», Вайнонен в
«Оптимістичній трагедії», російський офіцер-патріот Звонарьов у «Порт-Артурі»
та розвідник Гайовий у «Над голубим Дунаєм», член правительства М. Калінін в
«Коли мертві оживають» та будівельник Дніпровської ГЕС професор Светловідов у
«Дніпрових зорях».
Актором-ліриком, актором романтиком Аркадій Трощановський запам'ятався в класиці: палкий закоханий Левко у «Майській ночі», рвучкий Улдіс у «Вій, вітерець», Лукаш, якому доля дарувала гірке щастя кохання до неземної Мавки у «Лісовій пісні», Петро в «Наталці-Полтавці» та Андрій у «Запорожці за Дунаєм», з яким, до речі, він вдруге підкорив Москву наприкінці 50-х, коли на Днях української культури виступив у цій виставі разом з легендарними Литвиненко-Вольгемут і Паторжинським (Одарка і Карась) і отримав благословення від самого Івана Семеновича Козловського.
Водночас акторові були підвладні й комедійні ролі, які були сповнені неповторною іронією, блискучим гумором  та яскраво знайденими характерними фарбами. Такими були його Хлєстаков у «Ревізорі», міщанин Зьолкін в «Хто сміється останнім», зрадник Давид у «Ярославі Мудрому», доктор Бублик у «Платоні Кречеті», якого, до речі, йому доля дарувала зіграти разом з народним артистом СРСР Віктором Добровольським у ролі Платона.
Окремою сторінкою життя Аркадія Федоровича Трощановського стала його ленініана на театральній сцені і в кіно (у фільмі Тимофія Левчука «Родина Коцюбинських»), де актор, завдяки своєму талантові втілив не ходульний образ вождя світового пролетаріату, а насамперед людини з її почуттями, надіями і розчаруваннями, злетами і помилками, болем протиріч і радощами від дрібниць.
Саме такими детально розробленими були, хоча й не головні, ролі в кіно: «Дума про Ковпака», «Довга дорога в короткий день», «Переходимо до кохання».
У 80-ті роки робота артиста захоплювала суворішим художнім відбором, а сам він, вже немолодий і всіма шанований, запрошуваний до МХАТу і Київського театру ім. І.Франка та все ж зберігаючи вірність рідному театрові, дивує відмінною сценічною формою, духовністю та по-юнацькому пристрасною любов'ю до професії, яка була для нього скоріше не професією, а станом душі…
Виставу «Нащадки запорожців» О.Довженка на початку 1986 року щорсівці показували у Києві на декаді найкращих українських вистав. Аркадій Федорович грав у ньому вже невиліковно хворим, але це аж ніяк не позначилось на його високому рівні майстерності, натхнення, віртуозності і гумору. Довженківський селянин-філософ на прізвище Цар став одним з найяскравіших поетичних образів, створених актором. Після цієї поїздки, здавалося б, артист вже не вийде на сцену. Але він ще знайшов у собі сили і зіграв у своїй останній виставі, сама назва якого говорила про мужнє прощання — «Дерева вмирають стоячи» А.Касони. Його сеньйор Бальбоа — немолода людина з чуйною і доброю душею, заповідав нам милосердя, любов до людей, як найдорогоціннішу якість, подаровану самим Богом.
8 травня 1986 року о 9-й ранку Аркадія Федоровича не стало, а ввечері на сцені його рідного театру волею долі йшли «Дерева…». І хоча грав його дублер, всім шанувальникам таланту великого актора здавалося, що ще мить — і вийде на сцену своєю стрімкою ходою він, молодий, підтягнутий, а його розумні, трохи примружені очі подивляться у залу, і він посміхнеться, як завжди світло і ясно. Тому що театр, сцена — його покликання, його любов і життя. Тут тисячі душ в його душі вміщались…
Знявся у фільмах: «Родина Коцюбинських» (1970, В. І. Ленін), «Довга дорога в короткий день» (1972, Струмилін), «Дума про Ковпака» (1973, начштаба Боровий), «Переходимо до кохання».